# Philippe Perret (styliste)
Cet article concerne un styliste. Pour le footballeur puis entraîneur suisse, voir Philippe Perret.
Philippe Perret, né le 26 juin 1979 à Cluses (Haute-Savoie), est un styliste français, fondateur de la marque de street wear Prand,.
Les créations de Philippe Perret sont portées par de nombreuses personnalités : les djs Axwell, Laidback Luke, Mylo, Antoine Clamaran, Bob Sinclar, Tristan Garner, Mathieu Bouthier, Yves Larock, Steve Aoki, les chanteurs : Benjamin Diamond, Mc Solaar, Doriand, Micky Green, Tara McDonald, des groupes tels que les Black Eyed Peas, les Pony Pony Run Run, Just Jack, Jamiroquai, etc., des acteurs : Michaël Youn, Éric et Ramzy, Max Boublil, Laurent Lafitte, David Baiot, Louise Bourgoin et des présentateurs : Nikos, Kamel Ouali, Ariel Wizman, Philippe Vandel, etc.,.

## Historique
2004 : lancement de la marque Prand
2004 à aujourd'hui : DA pour les collections Prand
2008 : réalisation des t-shirts F*** Me I’m Famous de l’été 2008  pour Cathy & David Guetta.
2009 : création et réalisation d'une série de tee-shirts à l’effigie de Daniel Darc pour la maison de disques Universal Music / Projets et prototype de t-shirts pour Universal Music pour les artistes: Zazie, Calogero, Ayo, Martin Solveig  et Yuksek / Création et réalisation d'une série de tee-shirts "Vogue" pour le site Madonna.
2010 : création et réalisation de deux séries de tee-shirts pour le DJ Mathieu Bouthier.
2011 : création et réalisation d'une série de tee-shirts pour le site Easyflirt  / Cocréation et réalisation d'une série de tee-shirts pour la marque Nunettes / Création et réalisation d'une série de tee-shirts pour le DJ Tristan Garner / Ouverture de la première boutique Prand à Paris : Prandshopparis dans le Marais.